# Mezná (okres Pelhřimov)
Obec Mezná (německy Mesna) se nachází v okrese Pelhřimov v Kraji Vysočina. Leží 9 km na jih od Pelhřimova a 27 km západně od Jihlavy. Žije zde 167 obyvatel.
V západní části obce pramení Hejlovka, která je považována za hlavní zdrojnici Želivky.

## Historie
První písemná zmínka o obci pochází z roku 1362. Od 1. ledna 1980 do 31. prosince 1992 byla obec spolu se svou částí Vratišov součástí města Pelhřimov.

## Pamětihodnosti
- Boží muka
- Kaple

## Části obce
- Mezná
- Vratišov

## Galerie

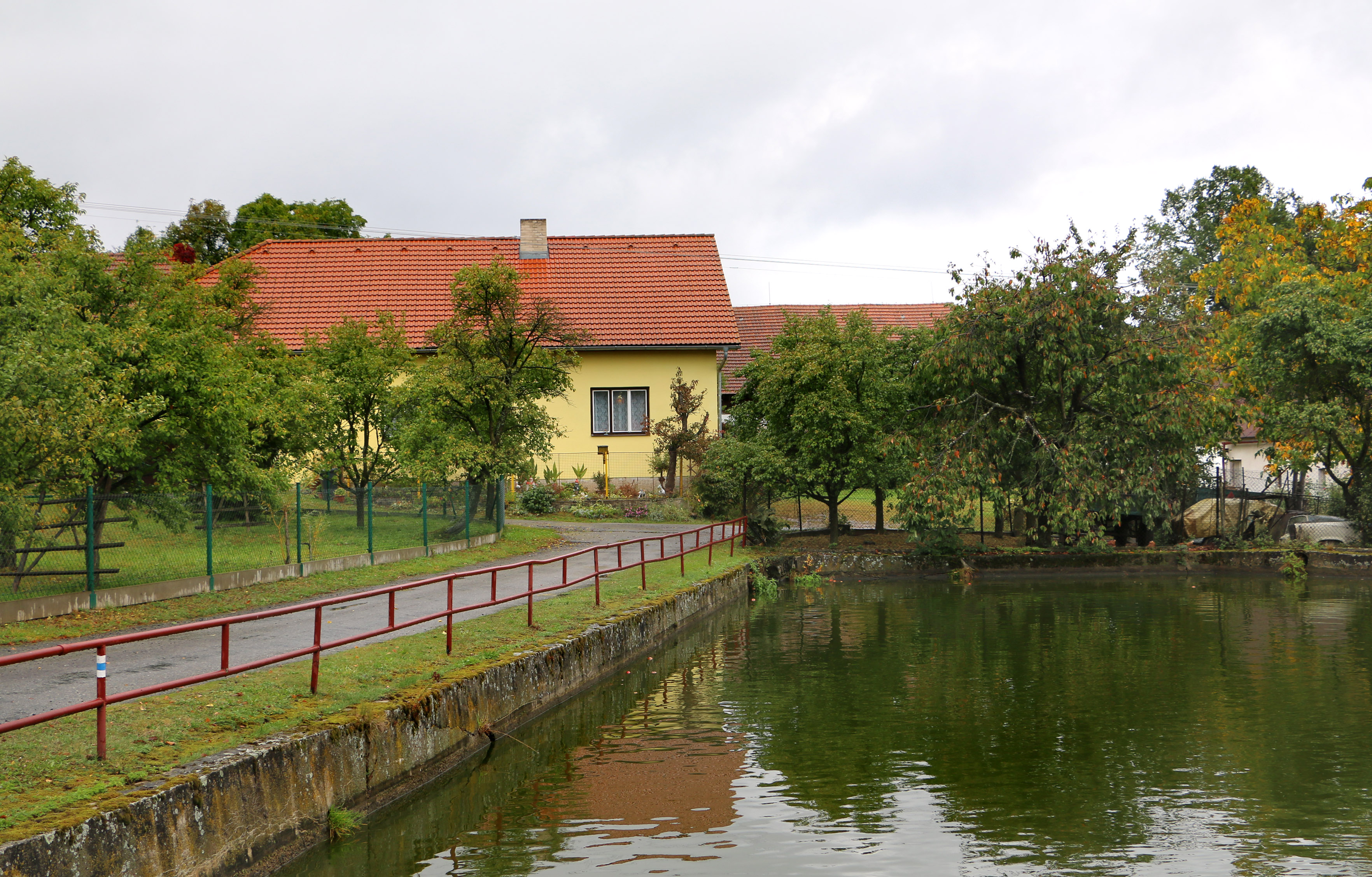
Rybník na návsi
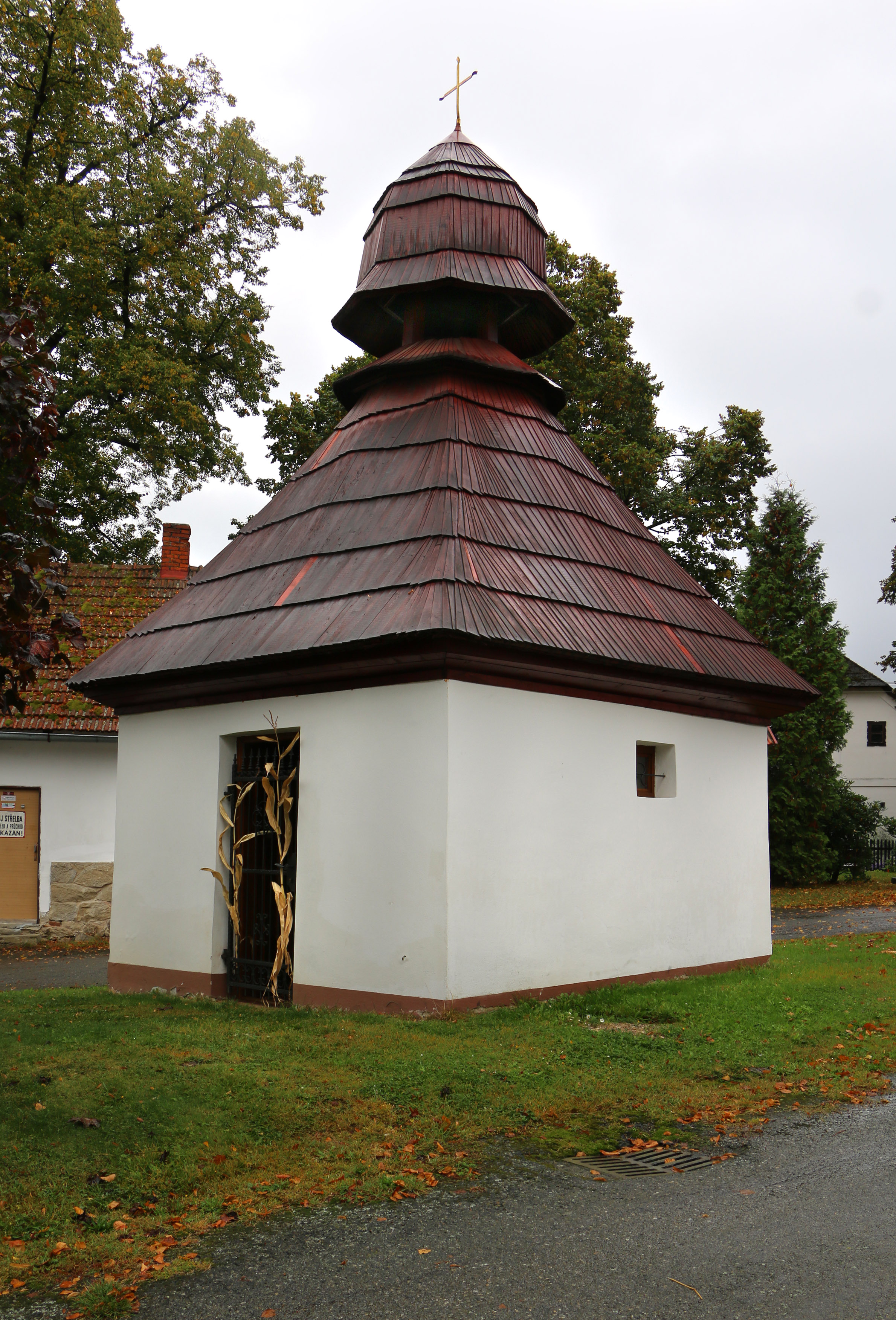
Kaple
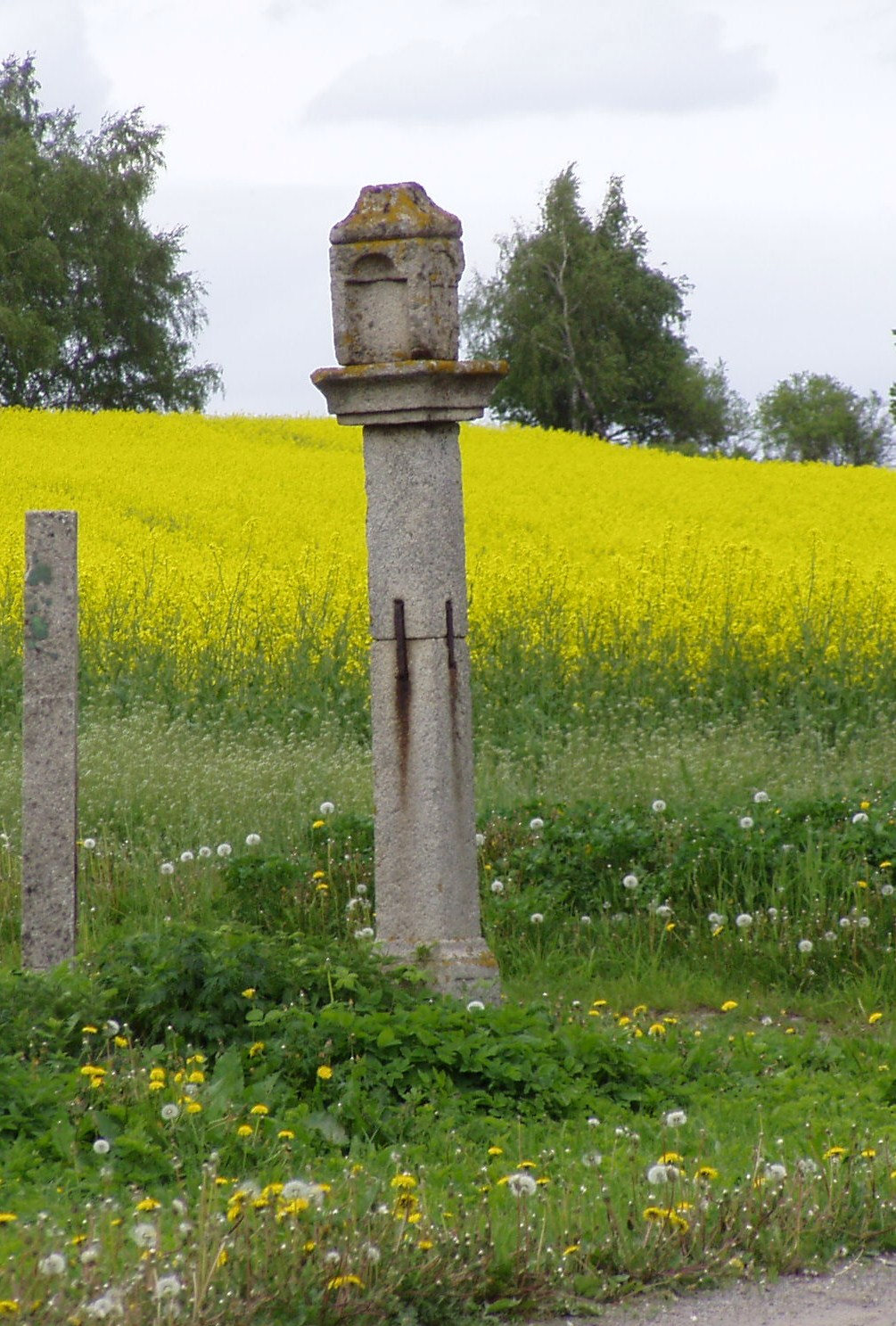
Boží muka u cesty směr Rynárec
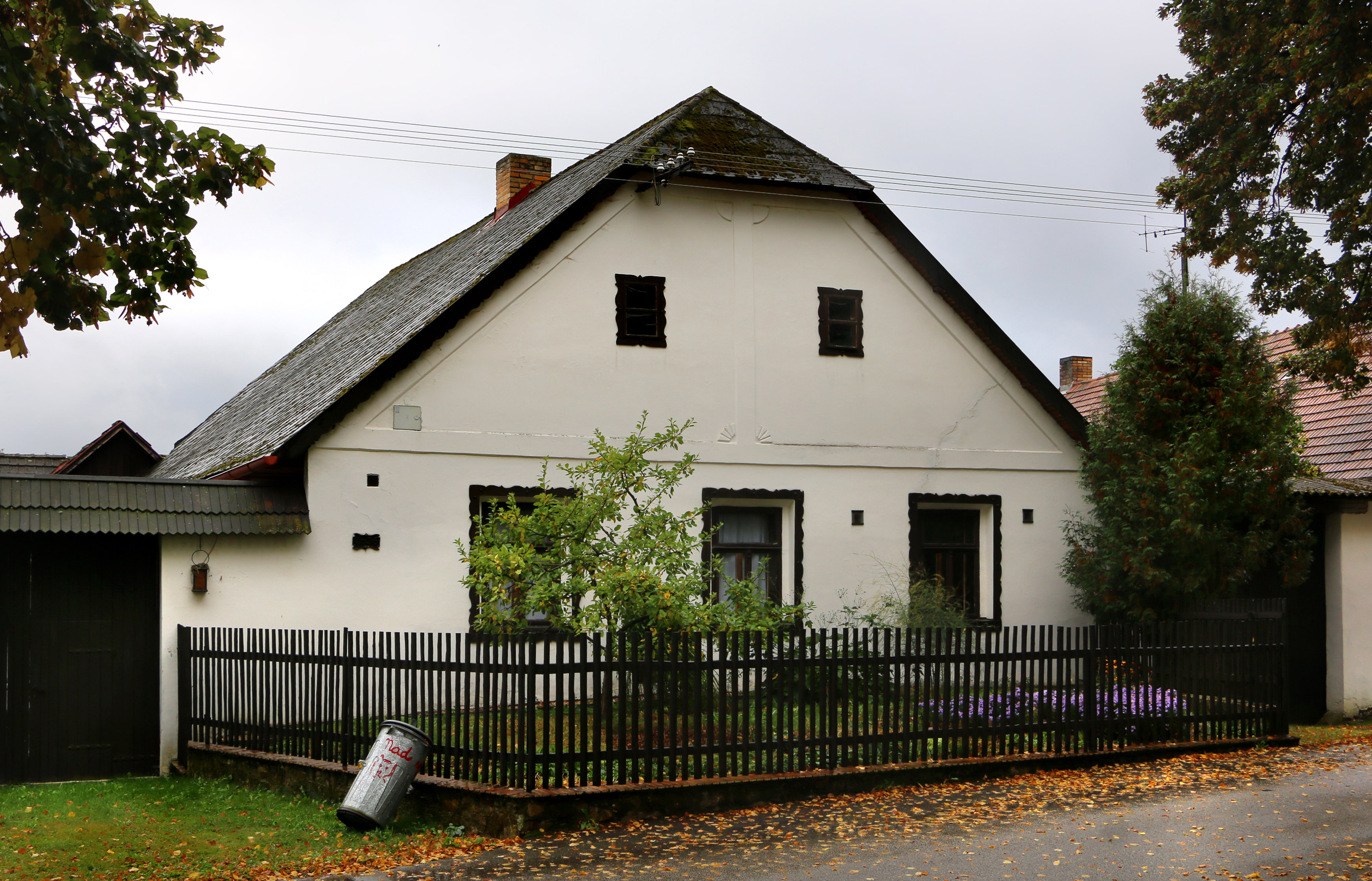
Dům čp. 36